# Авіакатастрофа рейсу Aeroméxico 498 в Каліфорнії
Авіакатастрофа рейсу Aeroméxico 498 — трагічне зіткнення пасажирського літака McDonnell Douglas DC-9 авіакомпанії Aeroméxico з приватним літаком Piper PA-28 Cherokee 31 серпня 1986 року над містом Серрітоc, Каліфорнія, США. Унаслідок катастрофи загинуло 82 особи, з них 64 на борту DC-9, 3 — у Piper, а також 15 осіб на землі. Катастрофа стала поштовхом до посилення регулювання повітряного руху в США, зокрема до обов'язкового оснащення літаків системами попередження зіткнення (TCAS) та відповідачами Mode C.
Рейс Aeroméxico 498 — це регулярний комерційний рейс з Мехіко, Мексика, до Лос-Анджелес, Каліфорнія, США, із кількома проміжними зупинками. У неділю, 31 серпня 1986 року, McDonnell Douglas DC-9, що виконував цей рейс, був зачеплений у хвостовій частині літаком Piper PA-28-181 Cherokee з реєстраційним номером N4891F, який належав родині Крамер. У результаті зіткнення DC-9 впав на житловий район у передмісті Лос-Анджелеса — Серрітоc. Загинули всі 64 особи на борту DC-9, троє на борту Piper і ще 15 осіб на землі. Вісім осіб на землі отримали поранення.
Відповідальність за інцидент була покладена як на Федеральне авіаційне управління США (FAA), так і на пілота літака Piper. Помилок у діях екіпажу DC-9 або технічних несправностей не було виявлено.

## Передумови

### Короткий опис подій
У неділю, 31 серпня 1986 року, приблизно о 11:46 за тихоокеанським часом, рейс 498 розпочав зниження до Лос-Анджелеса з 58 пасажирами та 6 членами екіпажу на борту. О 11:52 літак Piper зіткнувся майже перпендикулярно з лівою верхньою частиною конструкції горизонтального стабілізатора DC-9, що призвело до зрізання верхньої частини кабіни Piper і обезголовлення Крамера та двох його пасажирів.
Сильно пошкоджений Piper після зіткнення перейшов у неконтрольоване падіння з плоским штопором і впав на порожній шкільний майданчик біля початкової школи Серрітос.
Літак DC-9, у якого після удару були зруйновані горизонтальний стабілізатор, кермо напрямку та половина вертикального стабілізатора, сильно нахилився праворуч, перевернувся і увійшов у круте пікірування. Літак врізався в житловий район на перетині вулиць Holmes Avenue та Reva Circle, впавши у двір будинку за адресою 13426 Ashworth Place, де вибухнув. Вибух розкидав уламки літака по сусідніх вулицях, знищивши ще чотири будинки й пошкодивши щонайменше ще сім.
Усі 64 пасажири та члени екіпажу на борту DC-9 загинули, як і 15 осіб на землі. Пожежа лише погіршила наслідки трагедії.

### Літаки
Основним учасником інциденту був літак McDonnell Douglas DC-9-32 із бортовим номером XA-JED, який носив ім'я Ермосільйо. Його було доставлено в квітні 1969 року до компанії Delta Air Lines під номером N1277L, а з листопада 1979 року він почав експлуатуватися авіакомпанією Aeroméxico. Рейс прямував з Мехіко до Лос-Анджелеса (LAX), із проміжними зупинками в Гвадалахарі, Лорето та Тіхуані.
Piper PA-28-181 з реєстраційним номером N4891F, що належав родині Крамерів, був приватним літаком. Він здійснював політ із Торранса, Каліфорнія до Біг-Беар-Сіті. За штурвалом перебував 53-річний Вільям Крамер, який нещодавно переїхав до Південної Каліфорнії з Спокана, штат Вашингтон, і мав 231 годину льотного досвіду. Разом із ним у кабіні перебували його 51-річна дружина Кетлін та 26-річна дочка Кароліна. Літак вилетів із Торранса приблизно о 11:40 за тихоокеанським часом.
У кабіні DC-9 перебував командир екіпажу Артуро Вальдес Пром (46 років) та другий пілот Хосе Ектор Валенсія (26 років). Командир мав 4632 години нальоту на DC-9 (і 10 641 годину загального досвіду), другий пілот — 1463 години нальоту, з яких 1245 на DC-9.[джерело?]

### Пасажири та екіпаж
| Громадянство | Пасажири | Екіпаж | Усього |
| ------------ | -------- | ------ | ------ |
| Колумбія     | 1        | 0      | 1      |
| Сальвадор    | 1        | 0      | 1      |
| Мексика      | 20       | 5      | 25     |
| США          | 36       | 1      | 37     |
| Разом        | 58       | 6      | 64     |

36 пасажирів були громадянами США. З 20 громадян Мексики 11 проживали в США, решта — в Мексиці. Один пасажир із Сальвадору мешкав в Айсліпі, Нью-Йорк. Десять пасажирів були дітьми.

## Розслідування та наслідки

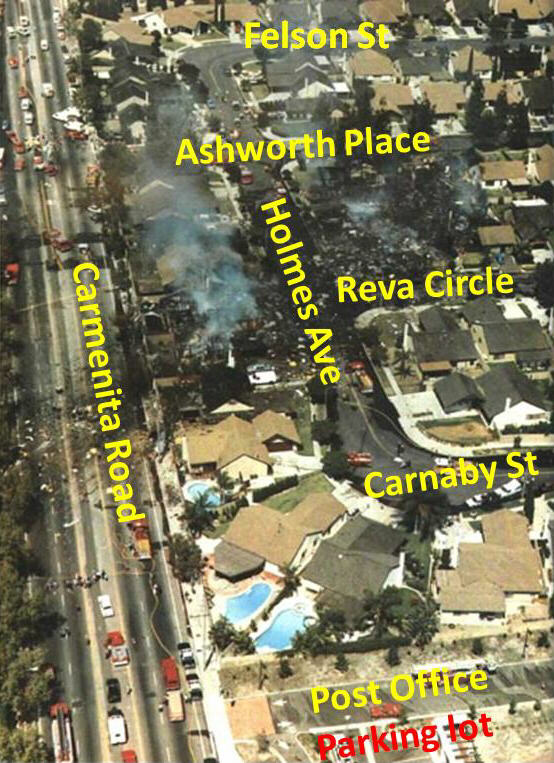
Анотація місця падіння літака Aeroméxico. Piper упав на шкільний майданчик, приблизно за кілометр від основного місця аварії.

Розслідування Національної ради з безпеки на транспорті США (NTSB) встановило, що Piper увійшов у повітряний простір термінальної контрольованої зони (TCA) аеропорту Лос-Анджелеса (нині — клас B) без належного дозволу. Цей простір включав трикутну ділянку на висоті від 6 000 до 7 000 фут (1 800 до 2 100 м), яка сягала на південь до координат 33°42′50″ пн. ш. 118°00′25″ зх. д. / 33.714° пн. ш. 118.007° зх. д. і перетинала запланований маршрут Piper. Piper мав право летіти під цим рівнем без зв'язку з диспетчерами, однак піднявся в зону, що вимагала дозволу. У цей час увага диспетчерів була відволічена іншим літаком — Grumman AA-5B Tiger, який також без дозволу ввійшов у зону TCA північніше від аеропорту.
Piper не мав відповідача режиму C (Mode C), який би передавав його висоту — однак на той момент це не було обов'язковим. Також система раннього попередження в LAX не була встановлена. Жоден із пілотів, ймовірно, не помітив інший літак і не зробив маневру ухилення, хоча обидва повітряні судна були в межах візуальної видимості.
Після розтину тіла Крамера були виявлені значні артеріальні закупорки, що викликало підозру щодо можливого інфаркту. Однак подальші експертизи це не підтвердили. Основною причиною зіткнення було визнано помилку пілота Piper.
Унаслідок цієї катастрофи та інших подібних інцидентів, FAA зобов'язало всі великі пасажирські літаки в повітряному просторі США бути обладнаними системою уникнення зіткнень (TCAS), а також зобов'язало легкі літаки, що діють у щільному повітряному просторі, мати відповідачі режиму C.
Журі встановило, що екіпаж DC-9 не винен у події. Водночас пілота Piper і FAA було визнано однаково відповідальними за трагедію. Відповідно до правил FAR 91.113(b), кожен пілот зобов'язаний «бачити та уникати» інших повітряних суден, що можуть перетинати його курс.

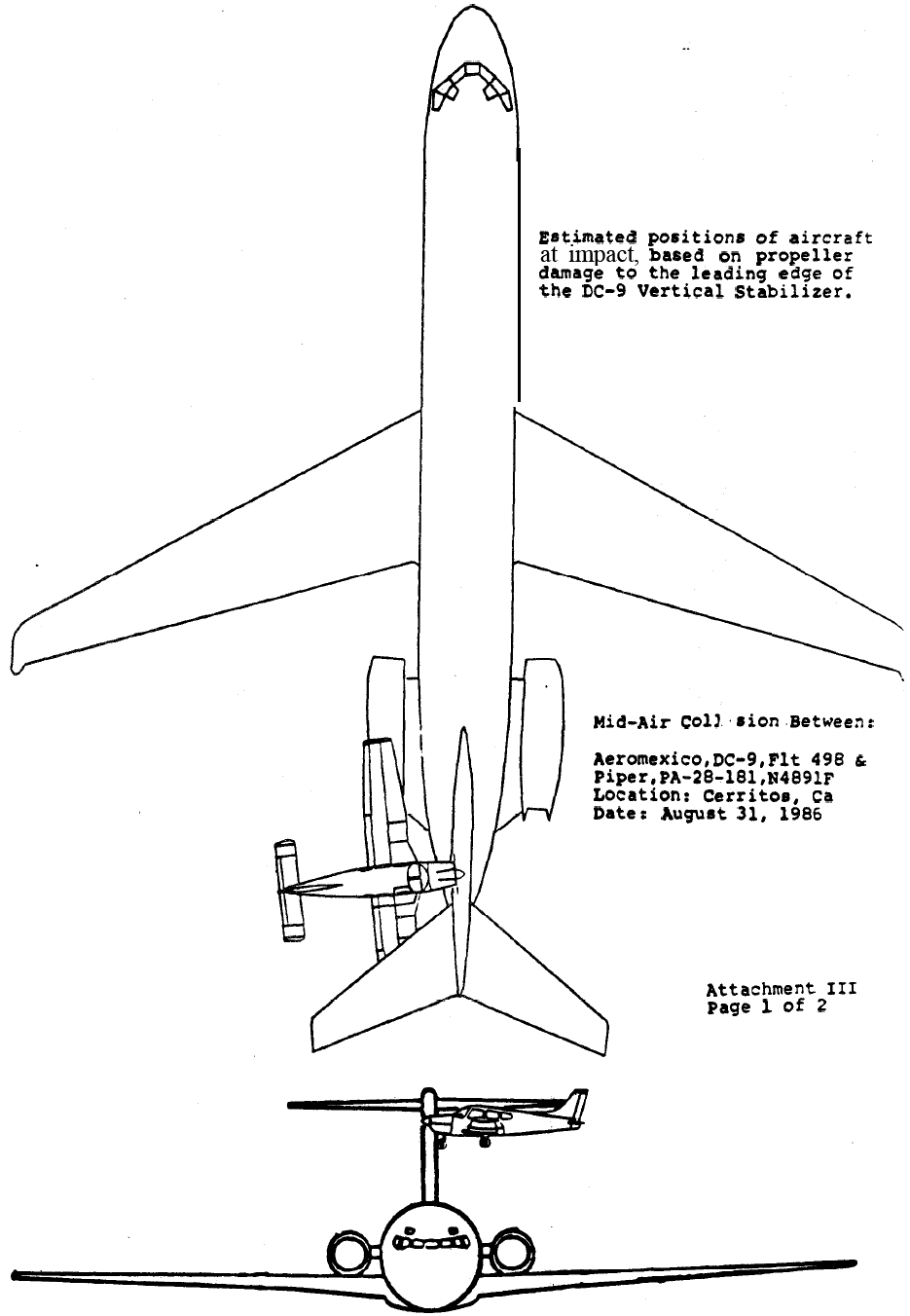
Малюнок NTSB, який показує орієнтовне місце зіткнення

Федеральний апеляційний суд дев'ятого округу США застосував прецедент Верховного суду Каліфорнії у справі Thing v. La Chusa, щоб дозволити компенсацію за завдання моральної шкоди через недбалість Терезі Естрада, яка втратила чоловіка та двох із чотирьох дітей. У телепрограмі Mayday Естрада розповіла, що бачила вибух із відстані, хоча не була безпосередньо на місці трагедії. Після окремого судового розгляду її сім'я отримала $868 263 економічних збитків (приблизно $1,9 млн у цінах 2024 року) і $4,7 млн моральної шкоди, зокрема $1 млн за моральну шкоду від втрати близьких.

## У масовій культурі
Телевізійна програма Розслідування авіакатастроф (Mayday) виробництва Discovery Channel Canada і National Geographic представила цей інцидент у четвертому сезоні в серії під назвою «Out of Sight» («Поза полем зору»). Катастрофа також з'явилася в восьмому сезоні в оглядовому епізоді «System Breakdown» («Збій системи»).
Схожий інцидент показаний в епізоді «ABQ» серіалу Пуститися берега (Breaking Bad).
Ця подія також згадується в першому сезоні шоу Why Planes Crash, в епізоді під назвою «Collision Course» («Курс зіткнення»).
У серпні 2022 року телестанція KNBC випустила документальний фільм The Nightmare of Flight 498 («Жах рейсу 498»), який вела журналістка Хетті Чанг. Вона була семирічною дитиною і жила в районі аварії DC-9, а також навчалася в тій самій школі, де впав Piper. У фільмі містилися архівні кадри новин і інтерв'ю з її батьками, сусідами (включаючи мешканця будинку на Ashworth Place, де вибухнув DC-9), а також з рятувальниками, які згадували трагедію.

## Галерея пам'ятника у Скульптурному саду Серрітоc
|                                    |
| Меморіал авіакатастрофи у Серрітоc |

|                              |
| Фрагмент із іменами загиблих |

|                                       |
| Пам’ятна табличка біля підніжжя лавки |